# Johan Eric Ericsson
För andra betydelser, se Johan Ericsson (olika betydelser)
Johan Eric Ericsson, född i Vendel den 22 februari 1837, död där den 26 november 1910, var en svensk lantbrukare och politiker (liberal).
Johan Eric Ericsson kom från en bondesläkt och brukade gården Alberga i hemsocknen, där han var ordförande för kommunalstämman 1877–1880 samt 1890–1908. Han var också frikyrkligt aktiv och ordförande i Vendels missionsförening 1877–1884 samt 1892–1910.
Han var riksdagsledamot i andra kammaren för Norunda och Örbyhus häraders valkrets i två omgångar, 1882–1887 samt 1900–1908. Den första perioden tillhörde han lantmannapartiet, men när han återkom till riksdagen övergick han till det nybildade liberala samlingspartiet. I riksdagen var han bland annat ledamot i bevillningsutskottet 1885–1887 samt suppleant i konstitutionsutskottet 1903 och 1906–1908. Han engagerade sig bland annat i nykterhetsfrågor och för progressiv skatt.